# Малий Дульськ
Малий Дульськ (пол. Mały Dólsk) — село в Польщі, у гміні Джицим Свецького повіту Куявсько-Поморського воєводства.
Населення — 45 осіб (2011).
У 1975-1998 роках село належало до Бидгощського воєводства.

## Демографія
Демографічна структура станом на 31 березня 2011 року:
|          | Загалом | Допрацездатний вік | Працездатний вік | Постпрацездатний вік |
| -------- | ------- | ------------------ | ---------------- | -------------------- |
| Чоловіки | 21      | 10                 | 10               | 1                    |
| Жінки    | 24      | 8                  | 15               | 1                    |
| Разом    | 45      | 18                 | 25               | 2                    |